# Astragalus gardanicaphtharicus
Astragalus gardanicaphtharicus är en ärtväxtart som beskrevs av M.R. Rassulova. Astragalus gardanicaphtharicus ingår i släktet vedlar, och familjen ärtväxter. Inga underarter finns listade i Catalogue of Life.